# Coronarctus stylisetus
Espèce
Coronarctus stylisetus est une espèce de tardigrades de la famille des Coronarctidae. 

## Distribution
Cette espèce se rencontre dans l'océan Atlantique au large de la Caroline du Nord et des Féroé entre 249 et 439 m de profondeur.

## Publication originale
- Renaud-Mornant, 1987 : Bathyal and abyssal Coronarctidae (Tardigrada), descriptions of new species and phylogenetical significance. Biology of Tardigrades. Collana U.Z.I. Selected Symposia and Monographs, no 1, p. 93–101.